# Eldarion
Eldarion je fiktivní postava z díla J. R. R. Tolkiena, objevuje se v dodatcích k Pánu prstenů. V příběhu je prvorozeným a jediným synem Aragorna (Elessara) a Arwen (a také jediným potomkem, jehož jméno je uvedeno – je také známo, že měl neupřesněný počet sester). Narodil se v Minas Tirith počátkem čtvrtého věku. Ačkoli Sauron pominul, Eldarionův otec Aragorn musel pokořit mnoho dalších temných tvorů a lidí, kteří Válku o Prsten přežili.
Eldarion se stal po smrti svého otce Aragorna v roce 120 Č. v. králem Obnoveného království. Podle Tolkiena pak Eldarion vládl asi 100 let.